# 天主教奧拉迪亞馬雷教區
天主教奧拉迪亞馬雷教區（拉丁語：Dioecesis Magnovaradinensis Latinorum）是羅馬尼亞一個羅馬天主教教區。屬布加勒斯特總教區，座堂位於奧拉迪亞。
面積12,152平方公里，2004年有教友106,827人、58個堂區、68名司鐸。現任主教為伯奇凱伊·拉斯洛。
11世紀建比霍爾教區。16世紀因宗教改革衰微。1930年6月5日與薩圖馬雷教區合併。1941年分離，1948年再合併，直至1982年10月18日再恢復。